# ワキサカコウジ
ワキサカ コウジ（Wakisaka Kouji)は、日本のイラストレーター・コラムニスト。東京都板橋区出身。男性。

## 人物
東京都立北園高等学校在学中は映画研究会に属し、大学在学中はイラストレーションの他、映像作品などを制作し「ぴあフィルムフェスティバル」の一般公募で一次選考を通過するなどした。
武蔵野美術大学造形学部基礎デザイン科卒業。卒業後、短期間ではあるが歌手・岩崎宏美の付き人をした。その縁により岩崎宏美のCDアルバムのアートディレクターを務めた事もある。また、CHAGE and ASKA （チャゲ アンド アスカ）のCHAGE と、岩崎宏美の年賀状を毎年デザインしている。
以後はイラストレーターとして独立。日本国外での仕事に限り Foundation World,Inc.（NY）がマネージメントを行っている。
活動初期の1990年代前半には、従来の画材を使用した壁画や看板制作等を多く請け負っていたが、1990年代後半よりCGを使用した制作にシフト。懐かしい"近未来感"を感じさせる画風が一定の評価を受け、その後は雑誌や広告などの幅広い媒体にイラストレーションを提供するようになる。
2000年代前半には、日本各地のファッションビルやニューヨークのデパート『Bloomingdale's』の広告を手掛ける。2004年より雑誌『週刊文春』にて中村うさぎのエッセイで挿絵を担当。
2008年より自身のブログ『wackylog』を開始。イラストの作風とは印象が異なる、ウィットに富んだ文章に注目が集まる。その事がきっかけとなり、後に雑誌『an・an』にて、コラム『ワキサカコウジのシャレオツアー』の連載開始。以後コラムニストとしても活動。また近年ではトークイベント等へも出演するなど、活動の幅を広げている
イラストレーターを目指す次世代からも支持が高く、『イラストを描く人のためのデジタル制作術』 (玄光社MOOK) や『Mdn』（インプレス）などで、作品の制作過程が紹介されている。

## 主な作品

### 雑誌連載
- 週刊文春／中村うさぎ 「さすらいの女王」挿絵[3]
- MEN'S CLUB／「from MIRAN」挿絵
- Gainer／「良い結婚・悪い結婚」挿絵
- an・an／「ワキサカコウジのシャレオツアー」コラム執筆
- フリコピ・スクンビット（タイ）／「こんつわバンコック」コラム執筆

### 雑誌掲載
『週刊文春』『an・an』『MORE』『ゼクシィ』『non-no』『CLASSY』『TARZAN』『BRUTUS』『Casa BRUTUS』『CAZ』『DIME』『MORE』『JJ』『ViVi』『WITH』『BAILA』『LUIRE』『Hot Pepper』『GINGER』その他多数

### 表紙イラスト
- 『さよなら、ビビアン』（アニー・ベイビー著、小学館）
- 『キサナドゥーの伝説』（泉麻人著、文藝春秋）
- 『3秒で好かれる心理術』（ゆうきゆう著、PHP研究所）
- 『久しぶりの恋愛がうまくいくコツ』（野浪まこと著、すばる舎）
- 『消えたカリスマ美容師』（高山聖史著、宝島社）

### 広告（デパート）
- 広島／シャレオ （ポスター）
- 新宿／フラッグス（1999年〜2004年 メインビジュアル、グッズ等）
- 長崎／アミュ（2001年、2003年 メインビジュアル、CM）
- 北海道／マルサ（2003年 クリスマスキャンペーン）
- ニューヨーク／Bloomingdale's（2004年 秋冬ビジュアル）

### 広告（商品等）
- LARK（タバコ キャンペーン広告）
- モッズヘア（シャンプー パッケージ）
- NTT Docomo (キャンペーン広告)
- au (キャンペーン広告)
- 日立コミュニケーションズ (web広告）
- 財団法人東京都保険医療公社 (ポスター、グッズ）
- Levi's（Levi's香港／Tシャツグラフィック）

### CDジャケット
- ルイール・プレゼンツ・ソウル・コロン（ビクターエンタテインメント）
- ルイール・プレゼンツ・ハウス・ビューティー（ビクターエンタテインメント）
- Puerta（EMIミュージック・ジャパン）

### その他
- 斉藤和義 （LIVE TOUR 2006 〜俺たちのロックンロール〜） ツアーグッズ
- 倖田來未 （KODA KUMI LIVE TOUR 2010 〜UNIVERSE〜） ツアーグッズ
- ポストイットpersonal collection イラスト
- PUREAM（KUMICKYプロデュースカラーコンタクトレンズ） キャラクターイラスト

## 展覧会
- 1998年 - 「Grand Bazar」個展（VAL・青山）
- 2001年 - 「outline」個展（ギャラリーエフ・千駄ヶ谷）
- 2001年 - 「inline」個展（frames・代官山）
- 2008年 - 「20 Panels」個展（ギャラリーエフ・千駄ヶ谷）

その他、グループ展参加多数